# Indicatif régional 765

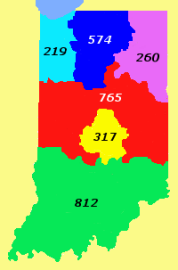
Carte de l'État de l'Indiana avec les territoires de ses indicatifs régionaux. L'indicatif régional 765 est en rouge.

L'indicatif régional 765 est l'un des indicatifs téléphoniques régionaux de l'État de l'Indiana aux États-Unis. Cet indicatif couvre un territoire situé au centre de l'État, autour de la ville d'Indianapolis et de ses banlieues.
La carte ci-contre indique en rouge le territoire couvert par l'indicatif 765.
L'indicatif régional 765 fait partie du Plan de numérotation nord-américain.

## Principales villes desservies par l'indicatif
- Marion
- Anderson
- Crawfordsville
- Kokomo
- Lafayette
- Muncie
- Richmond
- Winchester
- West Lafayette

## Source
- (en) Cet article est partiellement ou en totalité issu de l’article de Wikipédia en anglais intitulé « Area code 765 » (voir la liste des auteurs).